# Кавиев, Хамит Салимович
Хами́т Сали́мович Кави́ев, или Хами́т Кави́ (тат. Хәмит Сәлим улы Кави; 1906—1944) — татарский советский писатель и публицист, географ, биолог, геолог, педагог, путешественник. Участник Великой Отечественной войны.

## Биография

### Ранние годы
Родился в 1906 году в деревне Альменево, Чебоксарский уезд Казанской губернии (ныне Козловский район Республики Чувашия), в семье религиозного деятеля, указного муллы Салима Кавиева. Учился в деревенской школе, но этого способному и любознательному юноше показалось мало, и он поступил на факультет биологии Казанского педагогического института. В те годы поступление в вуз сына муллы было сродни чуду. Возможно, Хамиту помогло то, что многие считали его сыном учителя.
В 1926 году он, молодой специалист, начал преподавать географию и биологию в школах и техникумах Казани. Параллельно увлекался научной работой, проводил географические и геологические исследования, много путешествовал. Его заносило в самые разные уголки страны, где земля богата полезными ископаемыми. Хамит дошёл даже до Арктики. Увиденное он непременно фиксировал на бумаге, что в дальнейшем превратилось в научно-популярные очерки, рассказы и повести. Так он стал писателем.

### Творческий путь
В 1930 году вышла в свет книга Хамита Кави «Кавказ таулары аркылы җәяү» («Пешком через горы Кавказа»), в 1932-м — другая его книга «Боз диңгезенә таба» («К Ледовитому океану»). Произведения Кавиева интересны и содержательны, а их названия вполне отражают пройденный автором путь. До начала войны писатель успел издать около десяти книг, среди них «Идел буенда йөрү юллары» («Прогулки вдоль Волги»), «Кузбасска сәяхәт» («Путешествие в Кузбасс») и др.
Известен Кавиев и в качестве публициста. Разъезжая по Татарстану, он издавал в республиканской прессе заметки, в которых рассказывал о природных богатствах края, его географическом своеобразии, о культуре и быте местных жителей.
Работая преподавателем мехового техникума, организовал там театральную труппу. В постановках принимала участие и его будущая жена Марьям, на которой он женился в 1939-м.

### Участие в Великой Отечественной войне
В сентябре 1941 года Хамит Кавиев ушёл на фронт. За проявленный в боях героизм был награждён медалями. Во время наступлений он, офицер-танкист, вёл свою машину впереди других, вдохновляя примером мужества остальных солдат. Даже на войне он не забывал о творчестве, делал записи, собирал материал для своих будущих книг. К сожалению, его планам не суждено было сбыться.
15 июня 1944 года в местечке Дружкополь на Западной Украине (ныне село Журавники в Волынской области) находившаяся на отдыхе часть, которая входила в состав армии генерал-лейтенанта Н. Ф. Ватутина, подверглась нападению бандеровцев. Экипаж танка под командованием Х. Кавиева принял бой в полной готовности. Искусно маневрируя, он отразил наступление врага и выполнил боевую задачу. Однако в результате прямого попадания снаряда танк загорелся. Кавиев приказал экипажу покинуть горящую машину, вывел подчинённых танкистов через нижний люк, но сам спастись не успел и сгорел заживо.

## Семья
- жена Марьям Кавиева (1916 г. р.)
- сын Ильдар Кавиев (1939 г. р.)
- сын Ильгиз Кавиев (1941 г. р., нефтяник, кандидат геологических наук)

## Наследие
Имя гвардии лейтенанта Хамита Салимовича Кавиева было высечено на памятной стеле у братской могилы в Дружкополе. В Альменеве с уважением вспоминают своего знаменитого земляка, писателя, педагога, бесстрашного танкиста, и его родителей, хранят память об их роде. Дом, в котором когда-то жила эта семья, сельчане до сих пор называют «домом муллы Кавиева».

## Избранные сочинения
- «Кавказ таулары аркылы җәяү» («Пешком через горы Кавказа», 1930)
- «Идел буенда йөрү юллары» («Прогулки вдоль Волги», 1931)
- Сборники рассказов и очерков:
  - «Боз диңгезенә таба» («К Ледовитому океану», 1932);
  - «Кузбасска сәяхәт» («Путешествие в Кузбасс», 1934);
  - «Сәяхәт» («Путешествие», 1939)